# Сафонов Ігор Геннадійович
Ігор Геннадійович Сафонов (рос. Игорь Геннадьевич Сафонов; 6 липня 1975, м. Магадан, СРСР) — російський хокеїст, лівий нападник. Виступає за ХК «Рязань» у Вищій хокейній лізі.
Виступав за: ЦСКА (Москва), «Торпедо» (Нижній Новгород), «Дизель» (Пенза), «Мотор» (Барнаул), «Нафтовик» (Леніногорськ), «Капітан» (Ступіно), «Прогрес» (Глазов), «Аріада-Акпарс» (Волжськ), «Сокіл» (Новочебоксарськ).